# ジョン・バットマン
ジョン・バットマン（John Batman、1801年1月21日 - 1839年5月6日）は、オーストラリアの農家、ビジネスマンであり、メルボルン最初の居住者の一人。「ビクトリア」（現ビクトリア州）の設立者。

## 略歴

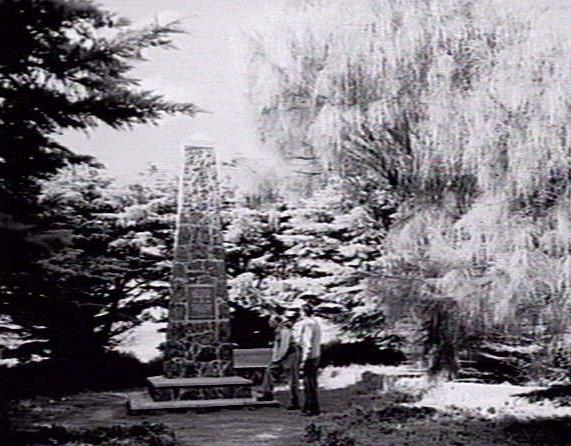
The historical monument marking where Batman landed at Indented Head in 1835.

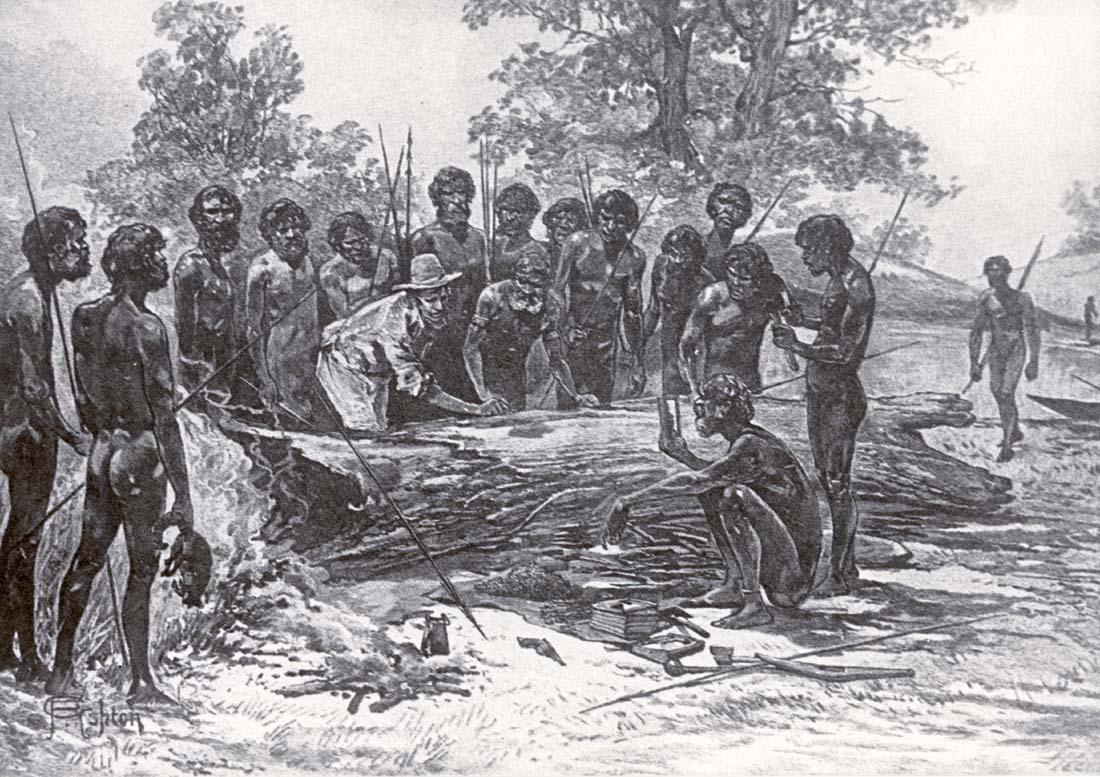
1880s Artist impression of Batman's Treaty being signed

- 1801年1月21日、ローズヒル（パラマタ）で誕生
- ヴァンディーメンズランド（現タスマニア）へ移住、農業を開始
- 1835年、ウェスタンポート（ヴィクトリア）の公有地供与申請が却下された後に、ポートフィリップ協会 として、ポートフィリップを探索。地域のアボリジニと土地貸借契約（バットマンの条約Batman's Treaty、別名：Dutigulla Treaty, Dutigulla Deed, Melbourne Treaty, Melbourne Deed）を結ぶ。
- 1835年、梅毒に罹患
- 1836年4月、バットマンは家族と共に居住する家をバットマンズ・ヒル（Batman's Hill）に建設[2]
- 1839年5月6日、死去[1]。　オールド・メルボルン墓地に埋葬されたが、その後フォークナー墓地に改葬された[3]。

## 遺産

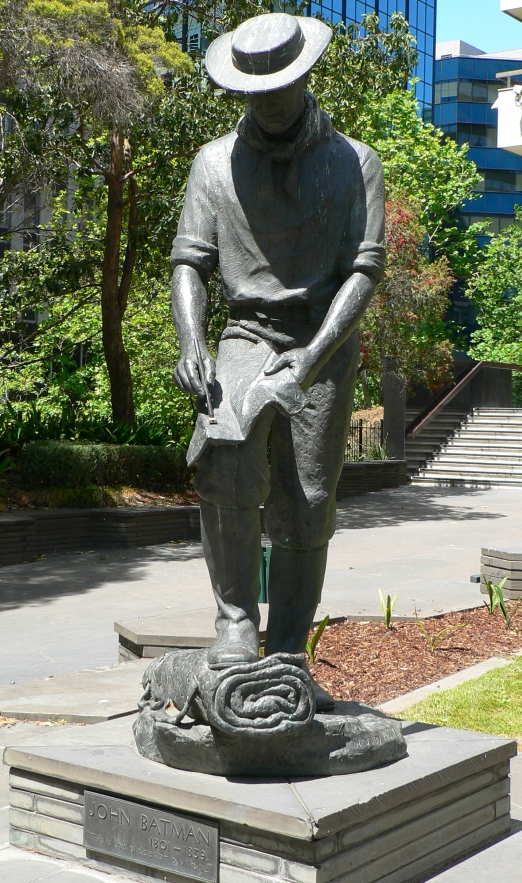
Statue of John Batman at former National Mutual Plaza off Collins Street in Melbourne unveiled 26 January 1979

- ジョン・バットマンに因む名称：
  - バットマン鉄道駅（メルボルン）[4]
  - バットマン・ブリッジ（タスマニア北部）

- 子孫：陸上短距離走者ダニエル・バットマン[5]

## 文献
- A Pictorial History of Bushrangers, Prior, Wannan and Nunn, 1968, Paul Hamlyn Pty Ltd, Melbourne